# Pirou
 Pirou  es una población y comuna francesa, situada en la región de Baja Normandía, departamento de Mancha, en el distrito de Coutances y cantón de Lessay.

## Demografía

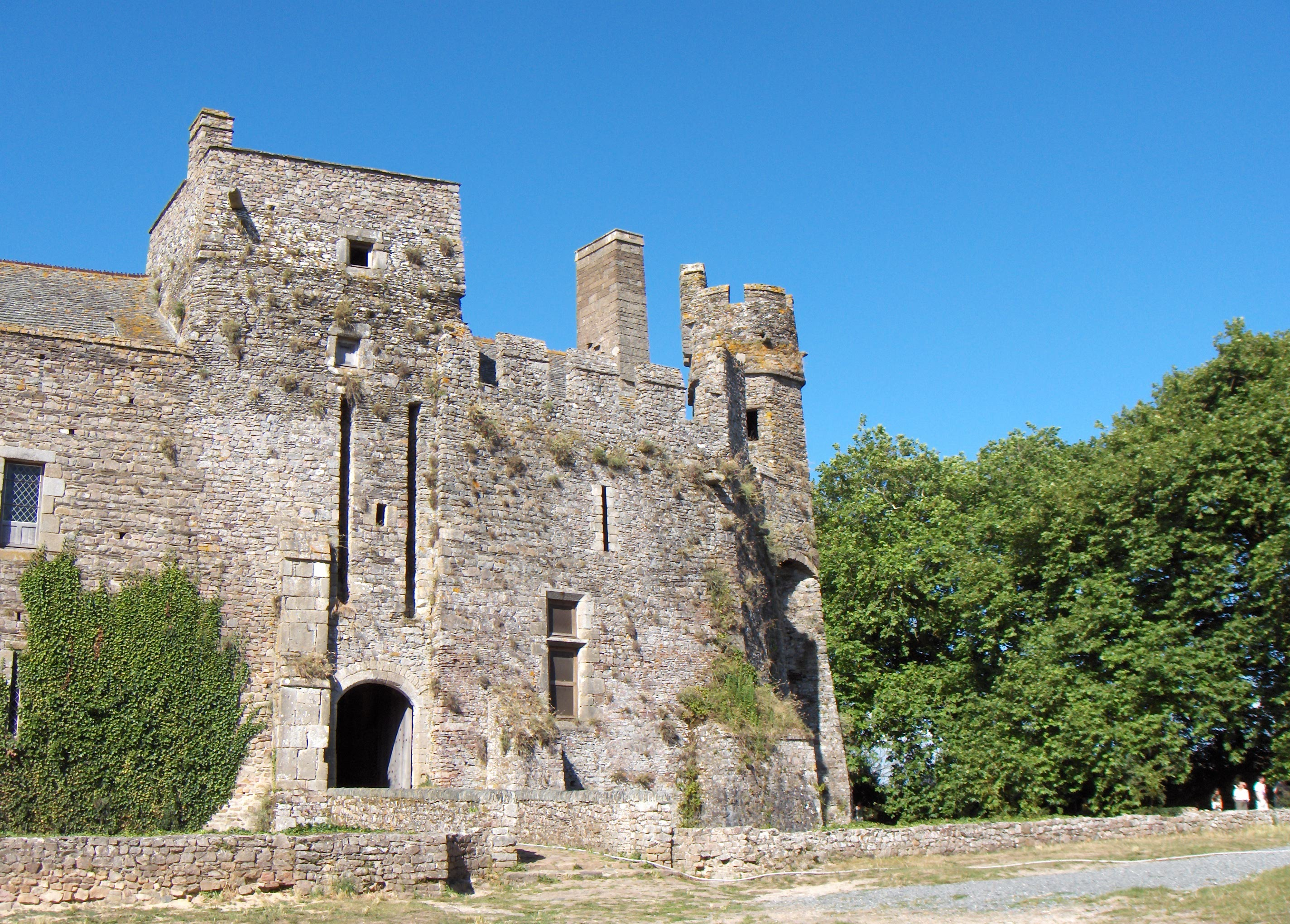
Castillo de Pirou.

| 1059 | 1005 | 1016 | 1105 | 1224 | 1313 |
| Para los censos de 1962 a 1999 la población legal corresponde a la población sin duplicidades (Fuente: INSEE [Consultar]) |      |      |      |      |      |